# Vương đại phi
Vương đại phi (chữ Hán: 王大妃; Hangul: 왕대비Wangdaebi), là một tước hiệu đặc thù của nữ giới thuộc vương thất nhà Cao Ly và nhà Triều Tiên. Danh hiệu này còn dùng trong chế độ Hoàng gia Nhật Bản.
Là tước hiệu dành cho Vương phi của Quốc vương đã qua đời, tước hiệu Vương đại phi vào khái niệm chung đều tương tự Vương thái hậu - dành cho mẹ của Quốc vương, tức là xét theo vai vế. Nhưng quy chế của nhà Triều Tiên tương đối nghiêm khắc, chỉ cần từng là Vương phi và là vợ của Tiền nhiệm Quốc vương thì đó sẽ là tôn xưng Vương đại phi, không luận vai vế của Vương đại phi đối với Quốc vương đương nhiệm.
Do Triều Tiên coi trọng đích-thứ, Vương đại phi bắt buộc phải từng là Vương phi của Quốc vương thì mới được gia tôn. Trừ những trường hợp quá đặc thù như Nhân Túy Đại phi, thì sinh mẫu của Quốc vương cho dù là chính thất vẫn không được gia tôn, có thể nhìn ví dụ về Trinh Thuần Vương hậu và Huệ Khánh cung thời Triều Tiên Chính Tổ.

## Lịch sử

### Nhà Cao Ly
Vào thời kì nhà Cao Ly, danh xưng "Vương đại phi" đã xuất hiện, nhưng quy tắc tấn tôn Vương đại phi không rõ ràng. Các trường hợp có thể liệt kê được trong chính sử Cao Ly, cho thấy rằng mẹ của các Quốc vương mà không phải là chính thất, thì sẽ được tôn làm Vương đại phi. Nếu vương nữ trở thành Vương hậu, mẹ của Vương hậu cũng sẽ thành Vương đại phi. Như mẹ của Nguyên Trinh Vương hậu Kim thị là Huyền Đức cung chúa, tần ngự của Cao Ly Thành Tông được tôn làm Vương đại phi.
Còn một trường hợp nữa, là Định phi An thị (定妃安氏; 정비안씨) - trắc phi của Cung Mẫn Vương. Khi đó, Lý Thành Quế muốn ép Xương vương thoái vị, Định phi quyết ý duy trì thế cục Cao Ly, không muốn họ Lý lên, nên tích cực vận động tông thất Vương Dao làm Vương, tức Cung Nhượng Vương. Lý Thành Quế cùng các đại thần tấu lên Vương Dao tôn Định phi lên làm Vương đại phi. Khi ấy, An thị không phải sinh mẫu của Vương, cũng không phải sinh mẫu của Vương hậu lại được tấn tôn Vương đại phi. Ngoài ra, Cao Ly Thái Tổ có một con gái, Thuận An Vương đại phi, do tư liệu không đủ nên cũng không rõ nguyên nhân vì sao lại phong tước hiệu này cho một Vương nữ.

### Nhà Triều Tiên
Sang thời đại nhà Triều Tiên, Vương đại phi trở thành tôn hiệu của vị Vương phi của Quốc vương quá cố. Theo chế độ của Triều Tiên, không cần biết Vương đại phi có quan hệ như thế nào với Quốc vương kế nhiệm, họ đều sẽ được xưng Vương đại phi.
Luật lệ các triều đại của Trung Quốc và Việt Nam có tương quan hoàn toàn khác, chỉ có Hoàng hậu là trưởng bối của tân nhiệm Hoàng đế mới trở thành Hoàng thái hậu, còn như vai vế chị dâu, hay em dâu hoặc cháu dâu của Hoàng đế thì chỉ xưng là "Mỗ mỗ Hoàng hậu", như Khai Bảo hoàng hậu nhà Tống, hoặc như Khiêm Hoàng hậu nhà Nguyễn. Tuy nhiên, ở Triều Tiên không như vậy. Bất luận vị Tân nhiệm Quốc vương có vai vế thế nào, thậm chí là cháu nội của Tiền nhiệm Quốc vương, thì Vương phi của vị Tiền nhiệm Quốc vương vẫn sẽ trở thành Vương đại phi, tức là vai bà nội của Quốc vương vẫn có thể trở thành Vương đại phi. Nếu vị Vương đại phi này tiếp tục sống đến đời tiếp theo, sẽ được tôn xưng danh hiệu là Đại vương đại phi (大王大妃). Các Đại phi được gọi bằng kính ngữ Thượng điện (上殿) hoặc Từ điện (慈殿).
Những mẹ đẻ của Quốc vương mà chưa từng làm Vương phi, hoặc dựa vào lý do đặc thù về thứ bậc nào đó thì cũng không thể tôn làm Vương đại phi, mà chỉ có thể là Cung kèm theo tôn hiệu với cú pháp 「Mỗ mỗ cung」. Ví dụ này là áp dụng cho mẹ đẻ của Triều Tiên Chính Tổ là Huệ tần Hồng thị được tôn làm Huệ Khánh cung (惠慶宮; 혜경궁Hyegyeong Gung), dù bà đã từng là Thế tử tần. Trong khi Vương phi Kim thị là kế thất của ông nội của Chính Tổ là Triều Tiên Anh Tổ, theo vai vế thì là bà nội (trên danh nghĩa) của Chính Tổ, được tôn làm Vương đại phi. Đây là bởi vì Triều Tiên Chính Tổ đã nhận người bác là Hiếu Chương Thế tử và vợ ông là Hiếu Thuần Hiền tần làm cha mẹ để có tư cách kế vị Anh Tổ, do đó Huệ tần Hồng thị không còn là mẹ của Chính Tổ nữa.
Do tình hình chính trị, trong một thời gian sẽ có tới 3 vị Tiền nhậm Vương phi (tức là có 3 vị Đại phi), khi đó họ sẽ xưng:
- Tiền nhiệm Vương phi xưng là Đại phi (대비Daebi).
- Tiền tiền nhiệm Vương phi xưng là Vương đại phi (왕대비Wangdaebi).
- Tiền tiền tiền nhiệm Vương phi xưng là Đại vương đại phi (대왕대비Daewangdaebi).

### Nhật Bản
Theo chế độ Nhật Bản, sau khi Thân vương qua đời, Thân vương kế nhiệm đăng vị và cưới một Vương phi khác về, thì người góa phụ Vương phi sẽ được xưng 「Vương đại phi; ワンテビWantebi」. Sau khi chế độ "Cung gia" (宮家) được áp dụng, đến trước năm 1945, một Vương phi góa phụ cũng có thể xưng 「Mỗ mỗ cung Đại phi; 某某宮大妃」. 
Tuy nhiên khác với Vương đại phi của Triều Tiên là gia tôn chính thức, thì Cung Đại phi của Nhật Bản chỉ là lạm xưng trên vấn đề thông tin báo chí. Hiện tại, một góa phụ Vương phi chỉ đơn giản gọi theo tước hiệu Thân vương của người chồng và tên thật, như Thân vương phi Yuriko, vợ của Thân vương Takahito đứng đầu Tam Lạp cung, hiện tại bà được gọi đầy đủ là 「Sùng Nhân Thân vương phi Bách Hợp Tử; 崇仁親王妃百合子」.